# Compagnie du chemin de fer métropolitain de Paris

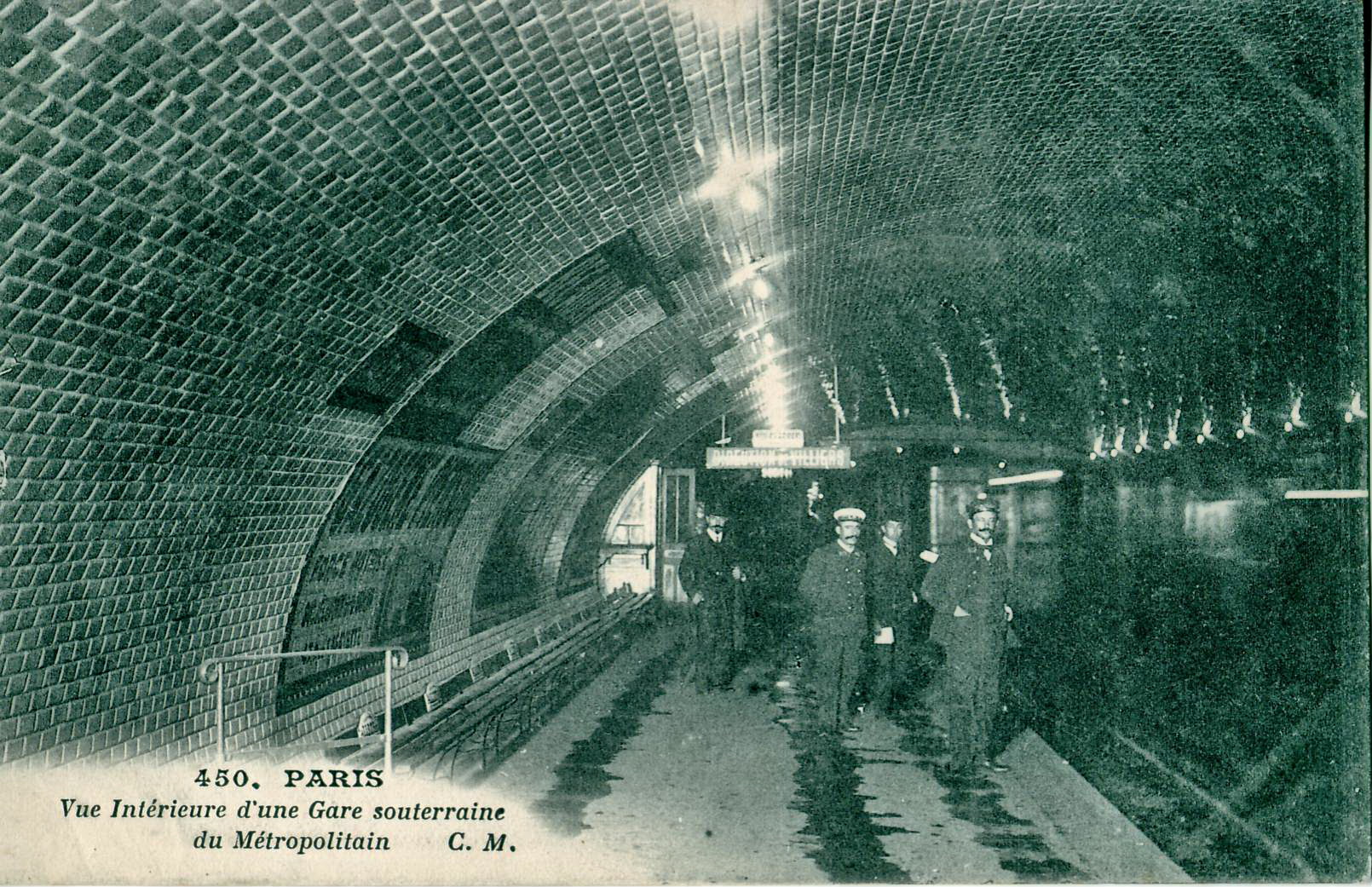
Jedna ze stacji paryskiego metra w początkowym okresie eksploatacji

Compagnie du chemin de fer métropolitain de Paris - przedsiębiorstwo będące poprzednikiem RATP, zapewniające eksploatację wszystkich linii metra w Paryżu. W 1931 wchłonęło jedno z prywatnych przedsiębiorstw zarządzających metrem paryskim: La Societé du chemin de fer électrique souterrain Nord-Sud de Paris. W 1949 weszło w skład Régie autonome des transports parisiens (RATP).